# Leire Martínez
Leire Martínez Ochoa (Rentería, Guipúzcoa, 22 de junio de 1979) es una cantante, compositora, actriz, intérprete, productora y artista visual española, conocida por haber sido la vocalista del grupo La Oreja de Van Gogh desde 2008 hasta 2024.

## Biografía
Leire es la mayor de tres hermanos y se crio en Rentería (Guipuzcoa). Su familia procede de la localidad navarra de Puente la Reina, donde pasó muchos veranos. En el colegio le gustaba practicar danza, solfeo y tocar el violín. Al terminar su etapa escolar se matriculó en la Universidad del País Vasco en la Facultad de Magisterio de Educación Especial.

## Carrera musical

### 2007-2008:Factor X
En 2007 entró como concursante en Factor X, un concurso musical del canal de televisión Cuatro. Durante su participación, interpretó temas como «Me voy» de Julieta Venegas, «Left Outside Alone» de Anastacia, «Be My Baby» de Vanessa Paradis o «All Around The World» de Lisa Stansfield, hasta su eliminación en la sexta gala del programa.

### 2008-2024: La Oreja de Van Gogh
El 14 de julio de 2008 La Oreja de Van Gogh presentó a Leire como su nueva vocalista en la Casa de América de Madrid. Desde entonces, La Oreja de Van Gogh publicó cuatro discos de estudio con Leire como cantante. El primero de ellos, A las cinco en el Astoria, fue lanzado en septiembre de 2008. Entre sus temas más conocidos destacan "El ultimo vals", "Inmortal" y "Jueves".
En septiembre de 2009 salió a la venta Nuestra casa a la izquierda del tiempo, un recopilatorio de los éxitos de la banda regrabados con la voz de Leire, con acompañamiento sinfónico. Entre sus temas más conocidos destacan las versiones acústicas que hicieron de "Cuéntame al oído", "Puedes contar conmigo" o la nana en euskera "Loa loa". En abril de 2010 se estrenó Un viaje al mar Muerto, película-documental sobre el grupo, película que se incluyó en la reedición de Nuestra casa a la izquierda del tiempo, que salió a la venta el 13 de abril de 2010.
El 13 de septiembre de 2011 salió a la venta Cometas por el cielo, el segundo álbum de estudio junto a la banda. Entre sus temas más conocidos destacan "La niña que llora en tus fiestas" y "Cometas por el cielo". El 18 de septiembre de 2012 se publicó el CD+DVD Cometas por el cielo - En directo desde América, siendo hasta ese momento el primer DVD publicado con Leire con temas en directo. 
El 29 de octubre de 2013 se publicó Primera fila: La Oreja de Van Gogh, grabado en directo en México en julio de 2013, y publicado posteriormente en Europa y América. El disco cuenta con un total de 15 canciones, cuatro de ellas inéditas; el resto de canciones fueron reversionadas. Entre sus temas más conocidos destacan "El primer día del resto de mi vida" y "Deseos de cosas imposibles" junto al cantante Abel Pintos.
El planeta imaginario es el séptimo álbum de estudio de la banda y el tercero con Leire, que salió a la venta el 4 de noviembre de 2016 bajo el sello discográfico de Sony Music. El álbum fue producido por Áureo Baqueiro. Entre sus temas más conocidos destacan "Verano", "Diciembre" y "Estoy contigo".
Un Susurro En La Tormenta es el octavo álbum de estudio del grupo, el cuarto y último con Leire como vocalista, que salió a la venta en septiembre de 2020 bajo el sello discográfico de Sony Music. El álbum fue producido por Paco Salazar. Entre sus temas más conocidos destacan "Abrázame", "Durante una mirada" y "Sirenas".
El 14 de octubre de 2024 se anunció que Leire y La Oreja de Van Gogh se separaban después de 17 años. Un anunció que sorprendió a los fanes y generó una ola de apoyo en redes hacia Leire.

### 2024-presente: Álbum en solitario y jurado de OT 2025
En diciembre de 2024, Leire fichó por Must! Producciones para trabajar en su primer disco en solitario bajo el sello discográfico de Sony Music. En enero de 2025, se publicó que estaba grabando su nuevo disco en el estudio del cantante Andrés Suarez. Posteriormente, en una entrevista para El Mundo Deportivo, indicó que esperaba tener el disco terminado para finales de año.
En marzo de 2025, Leire anunció sus primeros conciertos en solitario para el verano de ese mismo año, en varios festivales. Destacan el 'Bigsound Festival' en Valencia y Pontevedra, el 'Recorda Fest' en La Coruña o el 'Coca-Cola Music Experience' en Madrid.
Durante la gala de los Premios Cadena Dial 2025 en Canarias, interpretó una versión de «Mi gran noche» de Raphael. Sería también la segunda vez que cantó en directo el mítico tema de «Inmortal» tras su salida de LOVG; para ello contó con la colaboración de Edurne, Nia, Chenoa, David de Maria y Lucas Curotto.
En abril de 2025, publicó su primer sencillo en solitario titulado «Mi Nombre» que sería la antesala de su primer disco como solista. En él, Leire plasma como se sintió tras su salida de La Oreja de Van Gogh, un tema que nació en un momento de dolor. El sencillo fue presentado en exclusiva durante una entrevista en el programa La Revuelta, y la promoción también la llevó a visitar otros programas de televisión nacionales y autonómicos, como Tu Cara Me Suena, donde actuó junto a Ana Guerra.  Posteriormente, y aprovechando la buena acogida de este primer sencillo, Leire anunció las primeras fechas de una gira en solitario por territorio español para 2026. 'Mi Nombre' logra ser #1 en Itunes España (canción y video), #50 en el top 200 en Singles España  en su primera semana de lanzamiento. En la actualidad, lleva más de 5 millones de reproducciones en Spotify y el video, más de 3,5 millones de visitas en Youtube.
En mayo de 2025, se anunció que Leire actuaría en los Sanfermines 2025 de Pamplona y en Aste Nagusia 2025 de San Sebastian.
En junio de 2025, y siguiendo la buena racha de la cantante, se publica que Leire Martinez, junto con Abraham Mateo, Cris Regatero y Guille Milkyway, formará parte del jurado del programa "Operación Triunfo 2025", presentado por Chenoa y que comenzará en septiembre de 2025.
En julio de 2025 publicó un segundo sencillo en solitario, «Tres Deseos». Con un ritmo más pop y una letra más destensa, se trata de una canción más melódica y romántica. En la actualidad, el tema lleva más de 500.000 reproducciones en Spotify España y lo mismo en visualizaciones en Youtube.
El 16 de agosto de 2025 Leire ofrece un concierto en el cierre de la Aste Nagusia 2025 de San Sebastián convirtiéndose en un acontecimiento que desbordó lo meramente musical. Era la primera vez que actuaba en ese escenario en solitario ya que la anterior vez que actuó allí fue con su ex grupo, La Oreja de Van Gogh en 2017. El concierto se convierte en un éxito, con lleno absoluto y siendo el concierto más multitudinario de las fiestas. En él, Leire canta sus dos singles en solitario publicados hasta la fecha, tres temas nuevos inéditos y algunos de los clásicos de La Oreja de Van Gogh, donde les da un toque personal. 

### Colaboraciones
En 2014 interpretó junto con el cantante andaluz David DeMaría la canción original de la película de comedia española Ocho apellidos vascos, titulada «No te marches jamás», tema nominado en la 29.ª edición de los Premios Goya como mejor canción original. También ha colaborado con otros artistas como Sergio Dalma, Maldita Nerea, Mäbu, Marlon, Blas Cantó, Diego Martín o Efecto Pasillo, entre otros.
Tras su salida de La Oreja de Van Gogh, el 18 de octubre de 2024 Leire y Martin Urrutia versionaron y grabaron un videoclip de la canción «Eskutitza», una colaboración solidaria en euskera para EITB Maratoia con el fin de recaudar fondos para la prevención de enfermedades cardiovasculares, bajo el lema "Escucha tu corazón". El 12 de diciembre de 2024 actuaron a dúo en un concierto benéfico en el Palacio Euskalduna de Bilbao, donde también cantaron «Inmortal». Sería la primera vez que la artista versionaba la canción tras la salida del grupo.

## Carrera actoral y televisiva
Además de su carrera como cantante, Leire ha hecho algunos cameos en series de televisión, como por ejemplo en la serie de Disney Channel La gira, haciendo de ella misma, y en el telefilme La duquesa del canal español Telecinco, interpretando a Alicia Koplowitz en varios capítulos.
También ha colaborado en varios programas de EiTB y Euskadi Irratia, y ha sido coach musical y jurado en diversos concursos de talentos.
En diciembre de 2024 se anunció que Leire sería una de las encargadas de dar las campanadas en ETB1, el canal de la televisión pública vasca.
En enero de 2025 se anunció que Leire sería la presentadora de los Premios Dial 2025, una gala que se celebró el 20 de marzo de ese mismo año en Tenerife. Poco después, la propia Leire confirmó que formaría parte del reparto de Desaparecido, una nueva serie de ficción de suspense que se estrenó en Netflix en mayo de 2025.
En junio de 2025, se anunció que Leire formaría parte del jurado de Operación Triunfo 2025, junto con Abraham Mateo, Guille Milkyway y Cris Regatero.

## Vida privada
Leire se relacionó sentimentalmente con el actor granadino Antonio Velázquez Bautista desde 2010 hasta el año 2013.
Leire inició una relación sentimental con el malagueño Jacobo Rodríguez Bustamante en 2013 y contrajeron matrimonio el 18 de octubre de 2014 en la iglesia de San Ignacio de Loyola (San Sebastián), en el barrio de Gros. La cantante anunció en mayo de 2015 que iban a ser padres, y a finales de ese año nació su hijo. El 10 de abril de 2018 Martínez anunció por sus redes sociales sus trámites de divorcio.
Desde el 2020 mantiene una relación estable con el saxofonista, Miguel Sueiras. Miguel y Leire contrajeron matrimonio en una ceremonia privada el 31 de diciembre de 2022.

## Filmografía

### Teatro
| Año  | Título   | Personaje  | Ref.   |
| ---- | -------- | ---------- | ------ |
| 2013 | Red Room | Ella misma | [ 53 ] |

### Películas
| Año  | Título                 | Personaje  | Notas                               | Ref.   |
| ---- | ---------------------- | ---------- | ----------------------------------- | ------ |
| 2010 | Un viaje al mar Muerto | Ella misma | Documental con La Oreja de Van Gogh | [ 54 ] |
| 2022 | Elcano y Magallanes    | Posadera   | Voz de doblaje                      | [ 55 ] |

### Series
| Año  | Título           | Personaje        | Cadena           | Notas        | Ref.   |
| ---- | ---------------- | ---------------- | ---------------- | ------------ | ------ |
| 2010 | La Duquesa       | Alicia Koplowitz | Telecinco        | 2 episodios  | [ 43 ] |
| 2012 | La Gira          | Ella misma       | Disney Channel   | 1 episodio   | [ 42 ] |
| 2022 | Itsatsita Berriz | Miren            | Instagram / ETB2 | 36 episodios |        |
| 2025 | Desaparecido     | Nerea Olabe      | EITB / Netflix   | 2 episodios  | [ 49 ] |

### Televisión

#### Como presentadora, coach o jurado
| Año           | Título                            | Canal       | Notas         | Ref.   |
| ------------- | --------------------------------- | ----------- | ------------- | ------ |
| 2022          | Esta es una noche de rock & roll  | ETB2        | Coach musical | [ 45 ] |
| 2022          | Ztanda                            | ETB1        | Jurado        | [ 44 ] |
| 2024          | Euskal Zinemaren Gala Handia 2024 | ETB2        | Presentadora  | [ 56 ] |
| 2024-2025     | Campanadas de fin de año          | ETB1        | Presentadora  | [ 46 ] |
| 2025          | Premios Dial                      | Ten         | Presentadora  | [ 47 ] |
| 2025-presente | Operación Triunfo 2025            | Prime Video | Jurado        | [ 50 ] |

#### Como colaboradora
| Año       | Título     | Canal | Notas        | Ref.   |
| --------- | ---------- | ----- | ------------ | ------ |
| 2011      | Anitzele   | ETB1  | Colaboradora | [ 57 ] |
| 2023-2024 | Biba Zuek! | ETB1  | Colaboradora | [ 58 ] |

#### Como invitada o entrevistada
| Año  | Título                                | Canal     | Notas                    | Ref.   |
| ---- | ------------------------------------- | --------- | ------------------------ | ------ |
| 2011 | Finlandia                             | ETB1      | Invitada, 1 programa     | [ 59 ] |
| 2018 | ¿Qué pasa, gallo?                     | ETB1      | Invitada, 1 programa     | [ 60 ] |
| 2020 | Udak Dakarrena                        | ETB2      | Invitada, 1 programa     | [ 61 ] |
| 2020 | Atrápame si puedes Christmas edition  | ETB2      | Invitada                 | [ 62 ] |
| 2021 | Ezberdinak                            | ETB1      | Invitada, 1 programa     | [ 63 ] |
| 2022 | Esta es una Nochebuena de rock & roll | ETB2      | Actuación                | [ 64 ] |
| 2023 | Ta Bihar Zer?                         | ETB1      | Invitada, 1 programa     | [ 65 ] |
| 2023 | Akelarre                              | ETB1      | Invitada, 1 programa     | [ 66 ] |
| 2024 | Me quedo conmigo                      | Mtmad     | Invitada, 4 programas    | [ 67 ] |
| 2024 | RH+                                   | ETB1      | Entrevistada, 1 programa |        |
| 2024 | Gaur Egun                             | ETB1      | Entrevistada             | [ 68 ] |
| 2024 | EITB Maratoia 2024                    | ETB1      | Actuación                | [ 40 ] |
| 2024 | Gora Bihotzak! Especial Maratoia      | ETB1      | Invitada, 1 programa     | [ 69 ] |
| 2025 | La revuelta                           | TVE       | Invitada, 1 programa     | [ 21 ] |
| 2025 | Hay una cosa que te quiero decir      | Telecinco | Invitada, 1 programa     | [ 22 ] |
| 2025 | Quédate                               | ETB2      | Invitada, 1 programa     | [ 24 ] |
| 2025 | RH+                                   | ETB1      | Invitada, 1 programa     | [ 23 ] |
| 2025 | Tierra de talento                     | Canal Sur | Invitada, 1 programa     | [ 70 ] |
| 2025 | Tu cara me suena 12                   | Antena 3  | Invitada, 1 programa     | [ 71 ] |

## Discografía

### En solitario

#### Sencillos
| Año  | Canción       | Posicionamiento en listas | Álbum |
| Año  | Canción       | ESP                       | Álbum |
| ---- | ------------- | ------------------------- | ----- |
| 2025 | «Mi nombre»   | 50                        | TBA   |
| 2025 | «Tres Deseos» |                           | TBA   |

#### Colaboraciones
| Año  | Canción                                                    | Posicionamiento en listas | Certificaciones   | Álbum                            |
| Año  | Canción                                                    | ESP                       | Certificaciones   | Álbum                            |
| ---- | ---------------------------------------------------------- | ------------------------- | ----------------- | -------------------------------- |
| 2008 | «Dena Hankaz Gora» (con Mikel Markez)                      | —                         |                   | Zure Begiek                      |
| 2012 | «La cosa más bella» (con Sergio Dalma)                     | 40                        |                   | Vía Dalma                        |
| 2013 | «Hecho con tus sueños» (con Efecto Pasillo)                | 2                         |                   | Sencillo sin álbum               |
| 2017 | «Cuando todas las historias se acaban» (con Maldita Nerea) | —                         | Bandera de España | Bailarina                        |
| 2017 | «Volver a empezar» (con Funambulista)                      | —                         |                   | Dual                             |
| 2018 | «Dejarte ir» (con Blas Cantó)                              | —                         |                   | Complicado                       |
| 2018 | «Contigo» (con Marlon)                                     | —                         |                   | Cosas que no se pagan con dinero |
| 2021 | «Tuvo su tiempo» (con Diego Martín)                        | —                         |                   | 14.09.18                         |
| 2021 | «Himno a la alegría» (con varios artistas)                 | —                         | Bandera de España | Sencillo sin álbum               |
| 2021 | «Celebraré» (con Conchita)                                 | —                         |                   | Sencillo sin álbum               |
| 2025 | «Mariposas» (con Saiko)                                    | —                         |                   | Natsukashii Yoru                 |

#### Bandas sonoras
| Año  | Canción                                   | Detalles              |
| ---- | ----------------------------------------- | --------------------- |
| 2014 | «No te marches jamás» (con David DeMaría) | Ocho apellidos vascos |
| 2024 | «Eskutitza» (con Martin Urrutia)          | EITB Maratoia 2024    |

### Con La Oreja de Van Gogh

#### Álbumes de estudio
- 2008: A las cinco en el Astoria
- 2011: Cometas por el cielo
- 2016: El planeta imaginario
- 2020: Un susurro en la tormenta

#### Álbumes en directo, acústico o recopilaciones
- 2009: Nuestra casa a la izquierda del tiempo
- 2012: Cometas por el cielo - En directo desde América
- 2013: Primera fila: La Oreja de Van Gogh
- 2021: LOVG Esencial

## Giras

### En solitario
- 2026

## Premios
Con La Oreja de Van Gogh